# داء السرميات
داء السرميات (بالإنجليزية: Pinworm infection)‏ ويسمى أيضاً بداء الأمعاء وهو مرض طفيلي بشري سببه الإصابة بدودة الحرقوص. يصيب بشكل واسع الأطفال.. ويرافقه أعراض تقرحات في الأمعاء، وحكة في المنطقة حول الشرج، وعلامات للتوعية العامة للكائن الحي يصيب الأطفال بشكل كبير ويكون سببه الدودة الحرقصية.

## الأسباب
السبب المباشر للإصابة بهذا الداء هو دودة الحرقص، التي تدخل في الجسم عندما يكون هناك نقص في النظافة الصحية. ويتم الدخول في جسم الإنسان عن طريق الفم أو الأنف، والدبوسية من الإناث في فترة قصيرة تصل إلى الأمعاء وتضع بيضها في فتحة الشرج.عند وضع البيض تموت الأنثى، وتترك في الخارج.وهذا هي الطريقة التي تنتقل فيها الدودة لجسم الإنسان.

## التشخيص
يتم التشخيص بفحص البراز للطفل وممكن رؤية البيوض في البراز وممكن أن تكتشف عند الإناث الصغيرات بفحص الراسب البولي وقد تتواجد تحت الأظافر. ويتم التأكيد من التشخيص عن طريق الاختبارات المعملية.

## الأعراض
أعراض داء السرميات متنوعة وتختلف حسب وتيرة الالتهابات المتكررة ومنها اعراض خفيفة واعراض حادة مزمنة، من أهم الأعراض :
حكة في منطقة الشرج وتتهيج خاصةً في الليل وأثناء النوم.
آلام في البطن الدوري
رغبة كاذبة في التبرز.
نفخة في البطن.
فقدان في الذاكرة
صداع ودوخة.
وهن وتعب.
غثيان.
إقياء.
ألم في البطن.,

## العلاج
العلاج الهام يكون الوقاية من داء السرميات عن طريق النظافة، اما العلاج يتم حسب الاعراض. فالحكة يتم عن طكريق بعض الكريمات المضادة للحكة، ويمكن استخدام عقاقير المضادة للديدان مثل - بيرانتل، ويعطى البنزيميدازول، من 50 _ 150 ملغ يومياً.
أصبغة بوفانيل و هي نوعية للحرقص تعطى بكميات كيبرة 2 غ للكبار و 1 غ للصغار.

## وصلات إضافية
- Brown MD (مارس 2006). "Images in clinical medicine. Enterobius vermicularis". The New England Journal of Medicine. ج. 354 ع. 13: e12. DOI:10.1056/NEJMicm040931. PMID:16571876.